# Highland Clearances
Les Highland Clearances (anglais signifiant « les évacuations des Hautes-Terres ») ou Fuadaich nan Gàidheal (gaélique écossais signifiant « l'expulsion des Gaëls ») sont des déplacements forcés de la population des Highlands écossaises au XVIIIe siècle, qui ont pris de l'ampleur à partir de la rébellion jacobite de 1708 et de l'Acte de désarmement de 1716, pour culminer après la bataille de Culloden de 1746.
Les chefs de clan écossais, vivant sur leurs terres pour protéger une communauté aux liens souvent familiaux, sont morts durant ces rébellions ou ont été déportés après les combats. Les survivants ont été incités à vendre les troupeaux du clan, à bon prix, pour nourrir les armées en guerre. Transformés en grands propriétaires terriens, ils évincent leurs paysans pour mieux laisser le passage à des grands troupeaux de moutons, introduits dès 1732 dans l'île de Skye, et s'installent en ville.
L'émigration massive des Écossais vers la côte, les Lowlands, le piémont des Appalaches aux États-Unis puis la Nouvelle-Écosse canadienne, ont fait partie d'un processus plus général de mutations agricoles qui ont eu un retentissement particulier en Écosse, en raison de leur caractère tardif, du bouleversement du système des clans et de la brutalité des évictions. Au XIXe siècle, le manque de protection légale des métayers sous la loi écossaise a contribué un peu plus à l'indignation.

## Une dimension sociale spécifique à l'Écosse

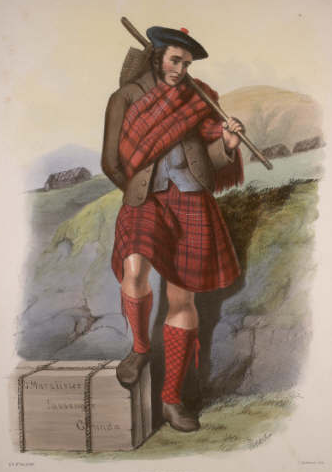
Une vision romantique, au début de l'ère victorienne, de l'exil d'un membre du clan MacAlister pour le Canada. R. R. McIan, 1845

Les enclosures, qui ont dépeuplé l'Angleterre rurale lors de la Révolution agricole britannique, ont commencé plus tôt, et des faits jugés comme similaires en Écosse ont plus tard été appelés Lowland Clearances. Mais, dans les Highlands, l'impact sur la culture gaélique semi-féodale, où les chefs de clans se devaient de répondre aux attentes des membres du clan, a mené à de vives protestations ainsi qu'à une amertume persistante parmi les descendants de la nombreuse population forcée de s'exiler, ou de rester et de subsister pauvrement dans les crofts, sur de très petites parcelles d'une terre souvent pauvre. Les crofters étaient en effet devenus une main-d'œuvre quasiment gratuite pour les propriétaires terriens - forcés à travailler de longues heures, par exemple, à la récolte et au traitement du kelp.

## La conséquence des rébellions jacobites de 1692 à 1746
À partir de la fin du XVIe siècle, la loi a exigé des chefs de clan qu'ils rendent compte chaque année à Édimbourg de la conduite de tous ceux vivant sur leurs terres. Ceci a entraîné le fait qu'ils se sont perçus comme des propriétaires terriens. La petite aristocratie des clans a en même temps pris l'habitude d'emmener le bétail pour être vendu dans les Lowlands, ce qui leur a apporté richesse et terres, bien que les Highlands aient continué d'avoir des problèmes de surpopulation et de pauvreté.
Les rébellions jacobites de 1692 (marquée par le massacre de Glencoe), 1708 et 1715, toutes les trois accompagnées par l'armée de Louis XIV, ont ensuite entrainé une militarisation de l'Écosse puis des efforts répétés du gouvernement britannique pour combattre cette menace. Autour des années 1725, les membres des clans ont été de plus en plus nombreux à émigrer en Amérique, en particulier en Caroline du Nord et en Virginie. L'Acte de Désarmement de 1716 et le Clan Act ont été inefficaces à contrer les rébellions des Highlands écossais, et finalement des troupes ont été envoyées.

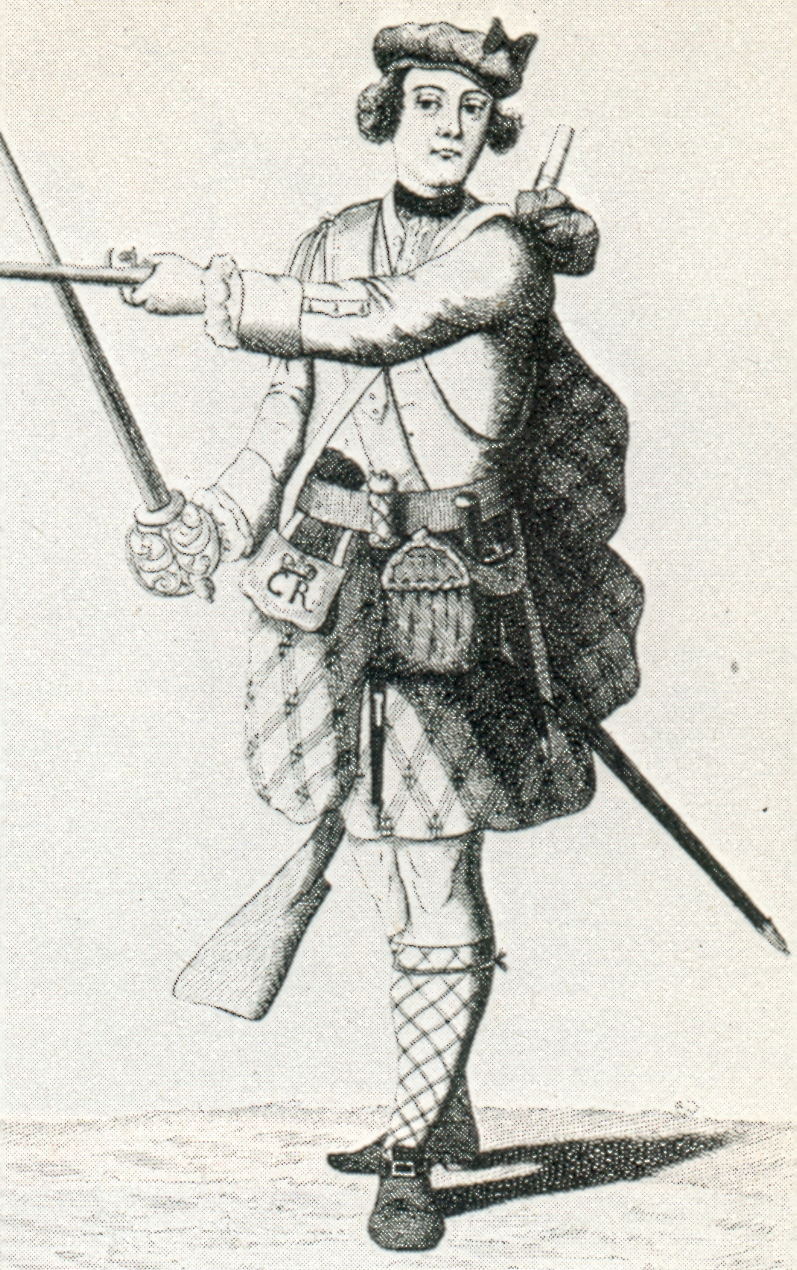
Un officier de la Black Watch.

Des forts de garnison ont été construits ou renforcés dans le Grand Glen à Fort William, Kiliwhimin (plus tard renommé Fort Augustus) et Fort George, Inverness, ainsi que des casernes à Ruthven, Bernera et Inversnaid, reliées au sud par les Wade roads construites pour le Major-Général George Wade. Tout ceci a eu pour effet de limiter les voyages planifiés et la transmission des nouvelles, et ainsi d'isoler encore davantage les clans et de contenir les rébellions locales. Toutefois, la situation est demeurée instable sur l'ensemble de la décennie.
En 1725, George Wade a levé les compagnies indépendantes de la Black Watch en tant que milice destinée au maintien de la paix dans des Highlands en ébullition, ce qui a accru encore les flux d'émigrants vers les Amériques. Pour contrer les rébellions jacobites, Londres a tenté d'intéresser financièrement certains chefs de clans. La demande croissante de l'Angleterre pour le bétail et les moutons, sur fond de guerres avec la France, a entraîné la création de nouvelles races de moutons (comme les black face, capables de vivre dans un pays montagneux). Elle a aussi permis aux chefs de clans, devenus de grands propriétaires terriens, d'introduire de grands troupeaux et de s'offrir le mode de vie dispendieux de l'aristocratie anglaise. Le résultat fut que de nombreuses familles aux revenus faibles furent expulsées, exacerbant la tension du climat social.
La bataille de Culloden (1746), où les écossais, financés par Antoine Walsh, ne pouvaient même plus compter sur le soutien du Roi de France[source insuffisante], a entraîné une répression d'autant plus brutale que les chefs de clans avaient pour une large part quitté leurs terres. L'Acte de Proscription, dont l'Acte Vestimentaire a imposé de rendre toutes les épées au gouvernement, et prohibé le port du tartan et du kilt date de cette époque. L'Acte d'Abolition des Tenures a mis une fin au lien féodal créé par le service armé, et l'Acte des Juridictions héréditaires a, lui, aboli le pouvoir quasi-souverain des chefs sur leur clan et sa contrepartie, le devoir de protéger la veuve et l'orphelin. L'application de ces interdictions a été variable, et parfois corrélée au soutien d'un clan au gouvernement durant la rébellion, mais elles ont abouti dans l'ensemble à la destruction du système traditionnel des clans et à la solidarité des structures des petites communautés agricoles.

## L'année des moutons en 1792, expérimentée à Skye, et les résistances

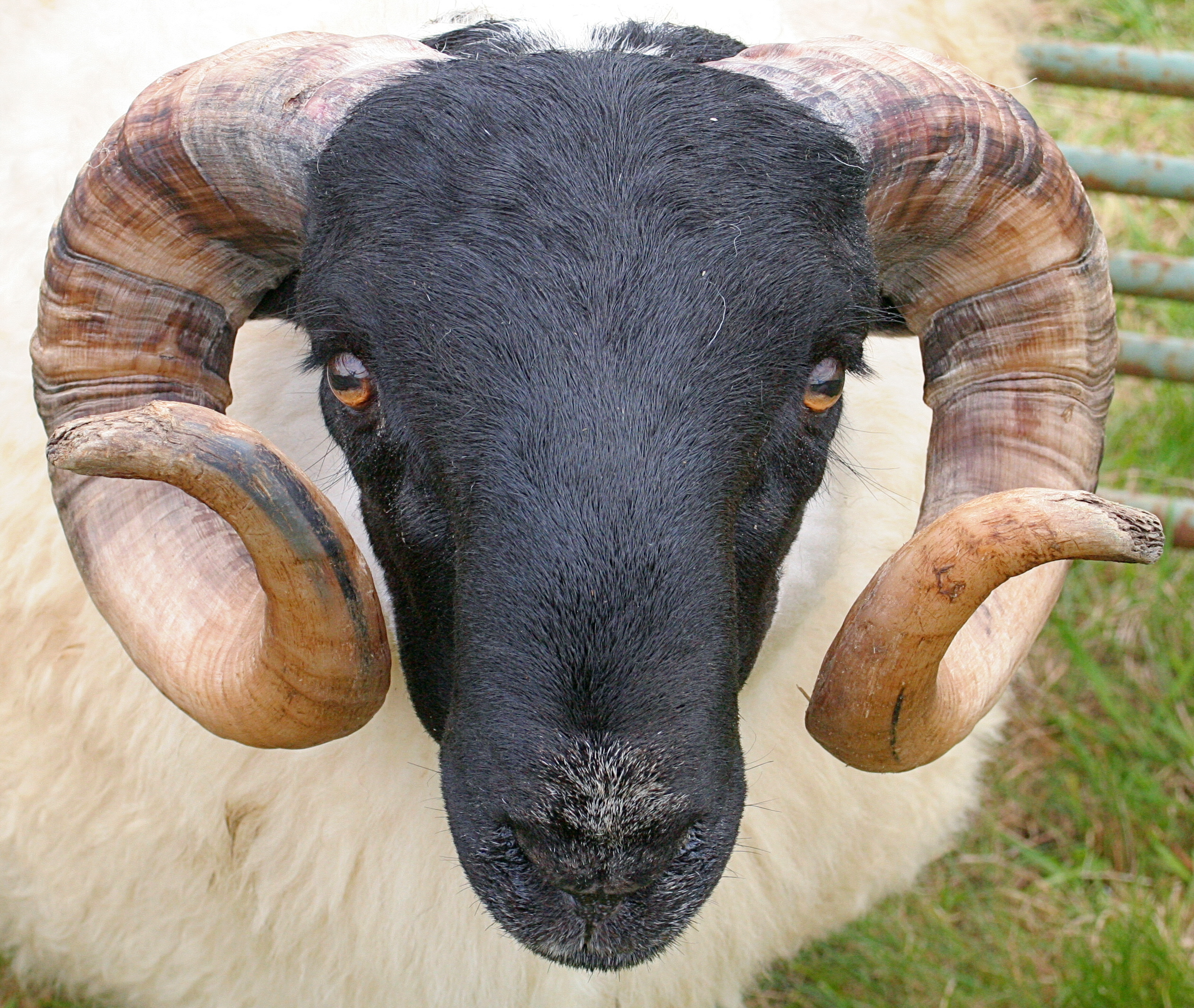
C'est afin de libérer des terres pour l'élevage des moutons que les Clearances ont commencé.

La paix revenue dans les Highlands, la poursuite de ce mouvement a été présentée par les propriétaires terriens comme des « améliorations » nécessaires sur le plan agricole. L'initiateur aurait été l'amiral John Lockhart-Ross, de Balnagowan Castle, en 1762, bien que MacLeod de MacLeod (chef du clan MacLeod) ait réalisé des expérimentations dès 1732 à Skye. Plusieurs chefs ont alors entamé des relations avec les Lowlands, ou parfois avec l'Angleterre, à l'occasion desquelles ils ont importé des techniques plus rentables d'élevage du mouton, nécessitant davantage de terres. Ils ont donc « encouragé » - et parfois contraint - la population à quitter les terres cultivées, pour laisser place à l'élevage. 
Une grande vague d'émigration a eu lieu en 1792, connue comme l'année des grands moutons (Bliadhna nan Caora Mhòr en gaélique écossais) dans les Highlands. Afin de laisser la place aux moutons, la population a été déplacée dans des crofts pauvres ou de petites fermes des régions côtières où, l'agriculture étant impossible, les fermiers étaient censés devenir pêcheurs. D'autres furent embarqués directement dans des bateaux à destination de la Nouvelle-Écosse (les comtés canadiens d'Antigonish et de Pictou ou d'Argyle (qui reprend le nom d'un comté écossais), puis, plus tard, l'île du Cap-Breton), ainsi que de la région de Kingston en Ontario et les Carolines des colonies américaines. L'année 1792 correspond aussi à l'émigration vers le Canada de populations noires qui avaient combattu aux côtés des Britanniques lors de la Guerre d'indépendance américaine et de réfugiés français de Saint-Domingue.
En 1792 aussi, des fermiers métayers de Strathrusdale ont tenté de résister : ils ont chassé 6 000 moutons des terres entourant Ardross, pour protester. Cette action est remontée jusqu'au ministre de l'Intérieur Henry Dundas. La Black Watch a été mobilisée, pour mettre un terme à la dispersion des moutons. Traduits en justice, les leaders du mouvement ont été déclarés coupables, mais se sont plus tard échappés et ont émigré. Ils n'ont jamais purgé leur peine.
La religion a eu sa part dans ces déplacements forcés, car une minorité non négligeable d'habitants des Highlands étaient catholiques, contrairement à l'intelligentsia protestante de l'époque. Ceci se retrouve aujourd'hui dans la forte proportion de catholiques dans certaines régions et villes de Nouvelle-Écosse, principalement Antigonish et le Cap-Breton, où cette religion est majoritaire. Toutefois, la quasi-totalité des émigrés installés dans la région du cap Fear (Caroline du Nord) était de confession presbytérienne, comme le reste de cette colonie américaine.

## Attitude des propriétaires terriens

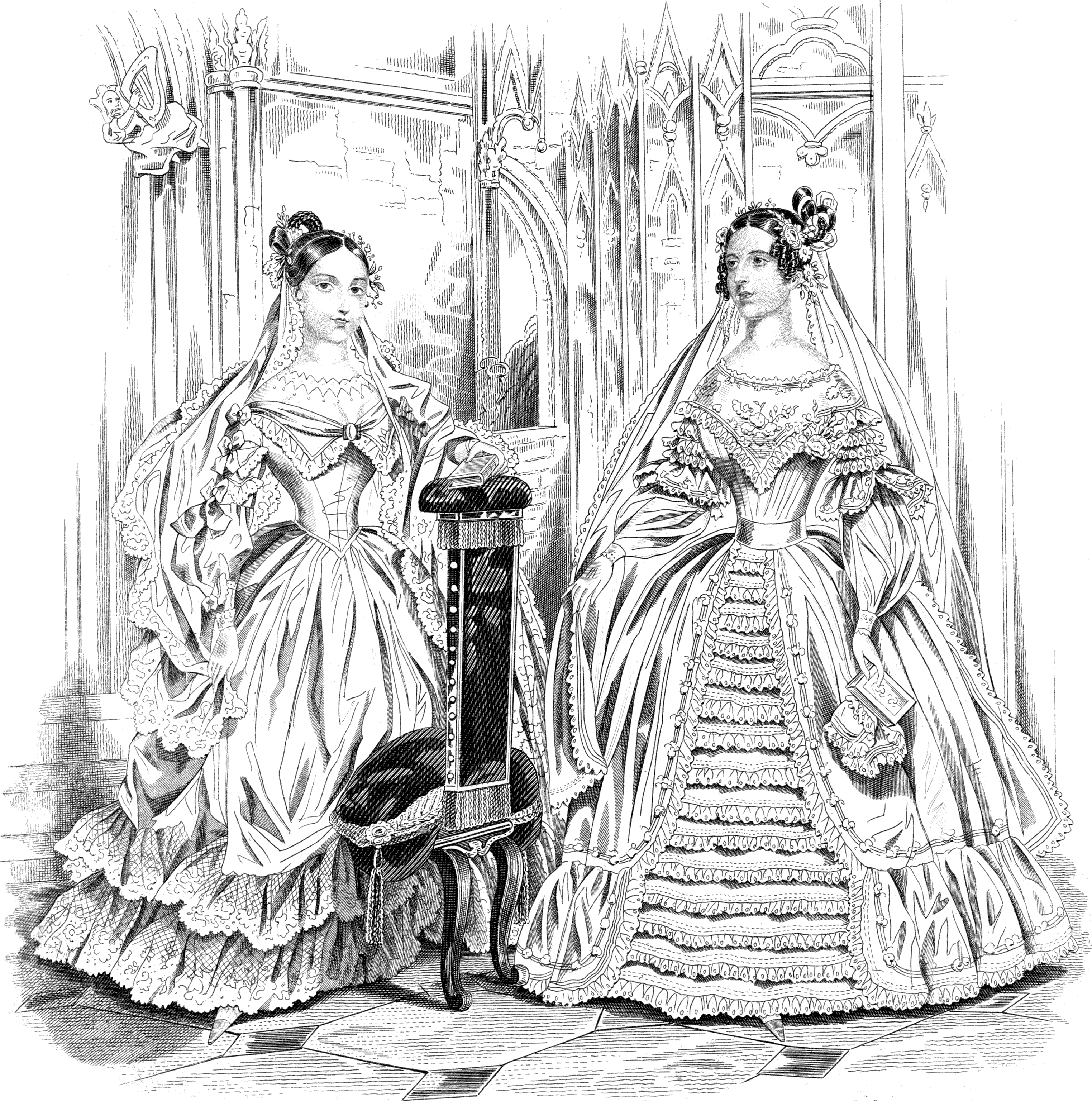
Elizabeth Gordon, duchesse de Sutherland, en compagnie de la reine Victoria (gravure de 1838)

En 1807, Elizabeth Gordon, 19e comtesse de Sutherland, visitant en compagnie de son époux Lord Stafford (futur duc de Sutherland) les propriétés dont elle avait hérité, écrivit :
Il est saisi, autant que moi, de la rage du progrès, et nous nous consacrons tous deux aux navets avec la plus grande énergie.
Non content de consacrer les terres arables à l'élevage des moutons, Stafford désirait investir dans la création d'une mine de charbon, de marais salants, de briqueteries, de tuileries et de poissonneries consacrées au hareng. Cette année-là, ses agents ont commencé les évictions, et 90 familles furent forcés de quitter leurs terres en emmenant leur bétail, leurs meubles et l'intégralité de leurs possessions à une trentaine de kilomètres de la côte, se retrouvant alors sans toit jusqu'à ce qu'ils se soient rebâti des maisons. Le premier commis de Stafford, William Young, arriva en 1809 et engagea bientôt Patrick Sellar comme son émissaire chargé d'accélérer le processus tout en acquérant des élevages de moutons pour son profit particulier.
Ailleurs, le flamboyant Alasdair Ranaldson MacDonell de Glengarry se posait en dernier véritable Chef de Clan, alors que ses métayers étaient soumis à un processus d'implacables évictions.
Pour les propriétaires terriens, progrès et clearance ne voulaient pas nécessairement dire dépopulation. Au moins jusque dans les années 1820, lorsque les prix du kelp s'effondrèrent, les propriétaires désiraient créer des aires où un travail bon marché, voire quasiment gratuit, serait fourni par des familles subsistant dans de nouvelles communautés de crofts. La récolte du kelp et son traitement étaient une manière très rentable de mettre ce travail à profit, et les propriétaires se sont à cette époque alliés avec succès afin de faire naître une législation destinée à stopper l'émigration. Ceci a pris la forme du Passenger Vessels Act (1803). Leur attitude a changé du tout au tout durant les années 1820 et, pour nombre de propriétaires, la famine de la pomme-de-terre qui débuta en 1846 ne fut qu'une raison de plus d'encourager et de forcer l'émigration et le dépeuplement.

## La famine
Tout comme en Irlande, les récoltes de pommes de terre ont fait défaut au milieu du XIXe siècle, et une épidémie de choléra a également contribué à affaiblir la population des Highlands. La politique de clearances a donc aggravé la famine et la mortalité, ainsi qu'en une vague secondaire d'évictions, lorsque les familles ont émigré, volontairement ou sous la contrainte. Cette surmortalité a particulièrement touché les enfants et les personnes âgées, qui étaient les populations les plus affaiblies.
Devant le peu d'alternatives, de nombreux Écossais ont émigré, rejoint l'armée britannique, ou encore déménagé vers les cités en expansion de Glasgow, Édimbourg et Dundee dans les Lowlands, voire à Newcastle-upon-Tyne et Liverpool dans le nord de l'Angleterre.
Dans de nombreuses régions, les gens se voyaient proposer des offres financières destinées à inciter le déplacement, mais, dans d'autres endroits, les propriétaires terriens ont utilisé des méthodes plus radicales, allant jusqu'à l'incendie des maisons.

## Réactions

### Un témoignage de l'époque
Elizabeth Gordon, comtesse de Sutherland, et son commis, Patrick Sellar, se sont montrés particulièrement implacables dans les évictions ; leurs noms sont encore aujourd'hui peu aimés en Écosse. Donald McLeod, un fermier du Sutherland, témoigna plus tard des évènements dont il avait été le témoin :

« La consternation et la confusion étaient extrêmes. Peu de temps ou pas du temps était donné pour vider les maisons de leurs habitants et des possessions de ces derniers ; les gens s'efforçaient d'évacuer les malades et les infirmes avant que le feu ne les atteigne ; ensuite, ils tentaient de sauver leurs effets les plus précieux. Les cris des femmes et des enfants, les beuglements du bétail effrayé, chassé à la fois par les chiens des bergers parmi la fumée et l'incendie, constituaient une scène qui défie totalement la description - il faut le voir pour le croire. »

« Un nuage de fumée dense enveloppait le pays entier le jour, et s'était au loin jusqu'à la mer. La nuit, une scène terriblement grandiose, mais terrifiante, se présentait - toutes les maisons d'un district entier en flammes au même moment. J'étais moi-même monté sur une hauteur aux environs de onze heures du soir, et j'y ai compté deux cent cinquante maisons embrasées, dont je connaissais souvent personnellement les habitants, mais dont je ne pouvais dire le sort, victimes des flammes ou non. »

« L'embrasement a duré six jours, jusqu'à ce que la totalité des habitations soit réduite en cendres ou en ruines fumantes. L'un de ces jours, un bateau s'approchant du rivage s'est d'ailleurs égaré dans la fumée dense, et put la nuit trouver un endroit où s'échouer, à la lumière macabre des incendies... »

— Janet Mackay, Highland Clearances
Des récits tels que ceux de McLeod et du Général David Stewart de Garth ont entraîné une vive condamnation de ces actes, et la Highland Land League a fini par faire aboutir une réforme en l'espèce des Crofting Acts, mais ceux-ci ne pouvaient pas apporter une viabilité économique à la situation et vinrent trop tard, alors que les terres souffraient déjà du dépeuplement.

### Vision contemporaine

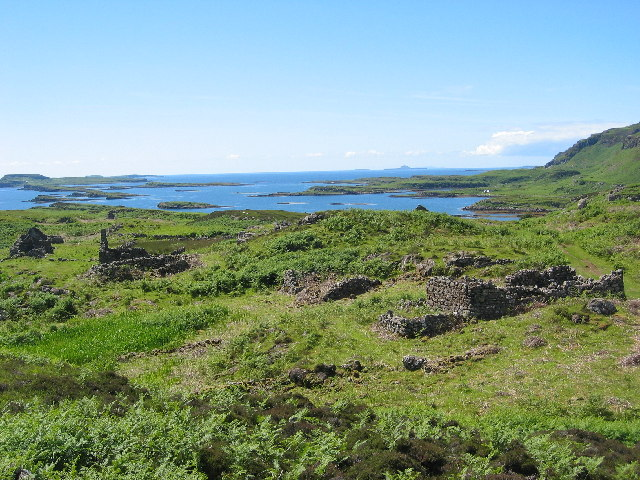
Ormaig était autrefois l'endroit le plus peuplé de l'île d'Ulva, près de l'île de Mull. L'endroit a été habité dès les temps préhistoriques, jusqu'aux Clearances de Francis William Clark au milieu du XIXe siècle.

Ross Noble affirme que certains historiens se montrent trop enflammés dans leur condamnation des Clearances, voyant le processus comme une version précoce de nettoyage ethnique. Cependant, Noble croit que cette approche simplifie trop les problèmes impliqués. Lorsque les idées sociales et économiques imposées par les siècles d'une civilisation de riches propriétaires terriens ont abouti aux Clearances, ceux-ci se montraient généralement insensibles, de manière générale, aux souffrances des « classes inférieures ». Pour Noble, l'utilisation de ces termes modernes de génocide et épuration ethnique reflètent des sensibilités nouvelles et des perspectives sociales différentes, et qui ne peuvent d'ailleurs pas s'appliquer dans le cas des Clearances, puisque la majorité des propriétaires était Écossais, comme leurs métayers.
Cependant, les riches propriétaires écossais de la fin du XVIIIe siècle étaient, pour la plupart, nés et élevés à Londres ; ils partageaient donc la vision peu flatteuse des Highlanders qu'avaient les Anglais de l'époque, et l'épuration ethnique ne peut certainement pas être écartée en raison des ascendants écossais des grands propriétaires.

## Impact des Clearances sur la culture écossaise

### Affaiblissement de la langue gaélique écossaise
Alors que l'effritement du système des clans peut être davantage imputé à des facteurs économiques et à la répression ayant suivi la bataille de Culloden, les évictions massives des Clearances ont sévèrement affecté la viabilité de la population écossaise et de sa culture. Aujourd'hui, la population des Highlands écossais reste dispersée, et sa culture est affaiblie, dans ces territoires comptant plus de moutons que d'hommes. Alors que le recensement de 1901 avait dénombré 230 806 locuteurs gaéliques, ce nombre est aujourd'hui tombé en dessous de 60 000. Les comtés où plus de 50 % de la population avait le gaélique pour langue maternelle comprenaient le Sutherland (71,75 %), Ross and Cromarty (71,76 %), Inverness (64,85 %) et Argyll (54,35 %). De forts noyaux de locuteurs gaéliques avaient également été recensés dans des comtés tels que Nairn, Bute, Perth et Caithness.
Ce que les Clearances ont commencé, la Première Guerre mondiale l'a achevé. Un grand nombre d'Écossais figuraient parmi les millions de tués, et ceci a grandement affecté la population gaélophone restante.
Le recensement de 1921, le premier à avoir été conduit après la fin de la guerre, a montré une diminution significative de la population parlant le gaélique. Ainsi, leur proportion avait chuté à 34,56 %, et tous les autres comtés mentionnés plus haut ont vu une chute similaire.
Toutefois, les Clearances ayant entraîné une émigration significative vers l'Amérique du Nord et l'Australasie, on trouve davantage de descendants de Highlanders dans ces endroits qu'en Écosse même. On estime ainsi que 25 000 locuteurs gaéliques ont émigré à Cap-Breton entre 1775 et 1850. Au début du XXe siècle, Cap-Breton comptait environ 100 000 habitants parlant gaélique - mais, en raison de migrations plus tardives de ces populations vers des régions strictement anglophones où le gaélique n'était pas enseigné, le nombre de locuteurs a chuté dramatiquement. Au début du XXIe siècle, le nombre de personnes ayant le gaélique comme langue maternelle était tombé en dessous de mille.

### Les Clearances dans la culture d'aujourd'hui
Le sujet des Clearances est fréquemment abordé ; ainsi le poète Sorley MacLean a-t-il beaucoup évoqué les « Fudaich » (rappelons que MacLean était un poète gael de langue gaélique et que le mot « Clearances » est anglais). Son œuvre se veut autant littéraire que politique puisqu'il y compare cet épisode tragique de l'histoire de l'Écosse à d'autres événements du XXe siècle, en plus d'y développer les thèmes de l'exil et de la perte culturelle qu'a souffert l'Écosse.
Les Fudaich étaient aussi le sujet de Dùn Àluinn, de Iain MacCormaic, qui est considéré comme le premier roman moderne achevé de la littérature gaélique écossaise.
La chanson du barde Ewan Robertson (1842-1895), Duthaich mhic Aoidh (« Le Pays du clan MacKay »), a été reprise par Caitlin nic Aonghais sur l'album Òg-mhadainn shamraidh (2006). Elle évoque l'effet des Fudaich sur le comté de Sutherland et maudit les « grands moutons » (les cheviots sont des « caoraich mhòr » en gaélique écossais), Patrick Sellar ainsi que le duc et la duchesse de Sutherland.
Des groupes de musique écossais ont composé nombre de chansons traitant du déracinement et de l'exil forcé, entre autres Capercaillie et Runrig.

## Mémoriaux des Clearances
Les Highland Clearances sont toujours vives dans les mémoires, et ce particulièrement dans les régions touchées par l'émigration forcée et les privations endurées par la population des Highlands et leurs descendants à travers le monde.

### En Écosse
Le Premier Ministre écossais Alex Salmond a inauguré une sculpture en bronze, nommée Exiles à Helmsdale (Sutherland), destinée à commémorer le souvenir de ceux qui ont été chassés de leurs terres par les propriétaires terriens et ont abandonné leur pays pour commencer de nouvelles vies outre-mer. La statue, qui représente une famille quittant sa maison, est érigée à l'embouchure du Strath of Kildonan (en), et a été financée par le millionnaire Dennis Macleod, un Canadien d'origine écossaise ayant fait fortune dans les mines.

### Au Canada
Une statue identique à celle d'Helmsdale a été érigée sur les rives de la Rivière Rouge - la ville de Winnipeg, que la rivière arrose, a été fondée par ceux qui ont quitté l'Écosse pour le Canada.